# Radio Q
Radio Q – stacja radiowa nadająca od 29 sierpnia 2018 roku w Kutnie na częstotliwości 100,7 MHz. Stacja nadaje program muzyczno-informacyjny o charakterze lokalnym przez całą dobę siedem dni w tygodniu. Swoim zasięgiem obejmuje Kutno oraz okoliczne miejscowości. Prezesem radia jest Paweł Skumiał będący również właścicielem Radia Sochaczew. Stacja nadaje o ERP 0,5 kW

## Audycje
W radiu codziennie prezentowane są wiadomości z kraju i świata, wiadomości lokalne oraz lokalna prognoza pogody. W niektóre dni prezentowane są natomiast lokalne wiadomości sportowe oraz lokalne wiadomości kulturalne.
W ramówce radia znajdują się również stałe audycje takie jak:
- QL Party
- Szalone Lata Dziewięćdziesiąte
- Książka na każdy dzień
- Disco 80
- Kutno znane i nieznane
- Młodzi mają głos
- Od kuchni
- Giełda pracy.